# Tranh chấp đặt tên Macedonia

Phân chia hành chính và địa lý của Macedonia
Macedonia (Hy Lạp)
Bắc Macedonia

Việc sử dụng tên "Macedonia" là một vấn đề tranh chấp giữa Hy Lạp và Bắc Macedonia từ năm 1991 đến năm 2019. Có liên quan đến bối cảnh của nó là một cuộc tranh chấp nhiều mặt và xung đột vũ trang đầu thế kỷ 20, tạo thành một phần của nền tảng của Các cuộc chiến tranh Balkan. Tranh chấp đặt tên cụ thể, mặc dù là một vấn đề tồn tại trong quan hệ Hy Lạp của Nam Tư kể từ Chiến tranh thế giới thứ hai, đã được thống trị sau khi Nam Tư tan rã và nền độc lập mới giành được của Cộng hòa Xã hội Chủ nghĩa Macedonia năm 1991. Kể từ đó, nó đã trở thành một vấn đề trong quan hệ song phương và quốc tế.
Tranh chấp phát sinh từ sự mơ hồ về danh pháp giữa Cộng hòa Macedonia, khu vực Hy Lạp gần kề của Hy Lạp và vương quốc Hy Lạp cổ đại của Hy Lạp (nằm chủ yếu ở Macedonia Hy Lạp). Trích dẫn mối quan tâm lịch sử và phi chính thống, Hy Lạp phản đối việc sử dụng tên "Macedonia" của Cộng hòa Macedonia mà không có vòng loại địa lý như "Bắc Macedonia" để sử dụng "bởi tất cả... và cho tất cả các mục đích". Khi hàng triệu người Hy Lạp tự nhận mình là người Palestin, không liên quan đến người Slavơ có liên quan đến Cộng hòa Macedonia, Hy Lạp tiếp tục phản đối việc sử dụng thuật ngữ "tiếng Macedonia" cho nhóm dân tộc lớn nhất nước láng giềng và ngôn ngữ của nó. Cộng hòa Macedonia bị cáo buộc chiếm đoạt các biểu tượng và nhân vật được lịch sử coi là một phần của văn hóa Hy Lạp như Vergina Sun và Alexander Đại đế, và thúc đẩy khái niệm phi chính thống của United Macedonia, liên quan đến yêu sách lãnh thổ đối với Hy Lạp, Bulgaria, Albania và Serbia. Tranh chấp đã leo thang đến mức hòa giải quốc tế cao nhất, liên quan đến nhiều nỗ lực để đạt được một giải pháp. Năm 1995, hai nước chính thức hóa quan hệ song phương và cam kết bắt đầu đàm phán về vấn đề đặt tên, dưới sự bảo trợ của Liên Hợp Quốc. Cho đến khi một giải pháp được tìm thấy, tài liệu tham khảo tạm thời "Cộng hòa Macedonia thuộc Nam Tư cũ" (đôi khi được viết tắt không chính thức là FYROM) được sử dụng bởi các tổ chức quốc tế và các quốc gia không công nhận bản dịch của tên hiến pháp Cộng hòa Macedonia (Các thành viên LHQ và toàn thể Liên Hợp Quốc đã đồng ý chấp nhận bất kỳ thỏa thuận cuối cùng nào về một tên mới do các cuộc đàm phán giữa hai nước. Các bên được đại diện bởi các đại sứ Vasko Naumovski và Adamantios Vassilakis, dưới sự trung gian của Matthew Nimetz. Nimetz đã làm việc về vấn đề này từ năm 1994.
Ngày 12 tháng 6 năm 2018, Thủ tướng Hy Lạp Alexis Tsipras và Thủ tướng Macedonia Zoran Zaev ký kết Hiệp định Prespa, đồng ý đổi tên Cộng hòa Macedonia thành "Cộng hòa Bắc Macedonia". Một cuộc trưng cầu dân ý được tổ chức tại Cộng hòa Macedonia vào ngày 30 tháng 9 năm 2018, với các cử tri cực kỳ khẳng định ủng hộ tư cách thành viên EU và NATO bằng cách chấp nhận thỏa thuận, mặc dù tỷ lệ cử tri đi bầu là 37%. Vào ngày 12 tháng 2 năm 2019, và sau khi thỏa thuận được hai bên phê chuẩn, nó đã có hiệu lực, và do đó, giải quyết tranh chấp đặt tên lâu dài và bỏ chặn triển vọng Euro-Atlantic của đất nước.